# Arthur Conway
Arthur Conway   (Wexford, 2 d'octubre de 1875 - Dublín, 11 de juliol de 1950) va ser un físic i matemàtic irlandès, que va ser director del University College Dublin.

## Vida i obra
Conway va fer els estudis secundaris a la seva vila natal i el 1892 va ingressar al University College de Dublín, ja que, en la seva condició de catòlic, no tenia accés obert al Trinity College (Dublín). El 1897 es va graduar a la Royal University (actual universitat Nacional d'Irlanda) i els anys següents va ampliar estudis al Corpus Christi College de la universitat d'Oxford.
Tot i que tenia intenció d'entrar al Servei Civil, la va abandonar en ser nomenat professor del University College de Dublín el 1901. Ja no deixaria mai la institució, tot i que també va donar classes al St Patrick's College de Maynooth entre 1903 i 1910.
El 1939, Eamon De Valera, que havia sigut alumne seu, li va encarregar la creació del Institut d'Estudis Avançats de Dublín del que va ser president de la secció de física teòrica. El 1940 va ser nomenat director del University College, càrrec que va mantenir fins a la seva jubilació el 1947.
Els primers articles de Conway van aparèixer el 1903, però el que el va fer conegut va ser un article de 1907 en el que proposava un nou model de l'espectre atòmic (sis anys abans del model atòmic de Bohr). També va proposar una teoria de la massa atòmica basada en els quaternions i un model atòmic alternatiu al de Niels Bohr.
També va ser l'editor dels primers volums de les obres escollides de William Rowan Hamilton.